# Берлесон (округ)
О́круг Бе́рлесон (англ. Burleson county) — округ штата Техас Соединённых Штатов Америки. На 2000 год в нём проживало 16 470 человек. По оценке бюро переписи населения США в 2008 году население округа составляло 16 610 человек. Окружным центром является город Колдуэлл.

## История
Округ Берлесон был сформирован в 1846 году из части округа Мейлем. Он был назван в честь Эдварда Берлесона, генерала и политического деятеля Техасской революции.